# 제1헬리콥터단
제1헬리콥터단(일본어: 第1ヘリコプター団 다이이치 헤리코푸타 단[*], 영어: JGSDF 1st Helicopter Brigade)는 기사라즈 주둔지에 본부를 두고 있는 육상자위대의 항공부대이다.
제1수송 헬리콥터단의 4개 비행대에 CH-47J/JA가 집중 배치되어 있는 한편, 제102비행대에는 UH-60JA를 배치(편성 당시 5기)하고 있어 나나시노 기지에 주둔하는 제1공정단이나 특수작전군과 밀접하게 연계하여 공중 기동을 하는 항공 부대이다.

## 역사
1959년 3월 20일 이바라키현 가스미가우라시에 위치한 가스미가우라 주둔지에서 창설되었다. 9년 뒤, 1968년 3월 1일에 대에서 단으로 증편하고, 제1, 2헬리콥터중대를 신설했다. 3월 22일과 6월 1일에 각각 제1, 2헬리콥터중대가 키사라즈 기지로 이전했다. 12월 19일 특별수송비행대를 창설하였다.
2006년 3월 27일에는 혼슈에 걸쳐 연락 정찰기의 집중운용을 목적으로 본부 관리중대 비행반이 연락 정찰 비행대로 개편되었다. 본부관리중대 및 도후, 추후 방면의 항공부대 본부 소속의 부대에 LR-1, LR-2가 배치되었다.
2007년 3월 28일 방위대신 직할에서 중앙즉응집단으로 예속 전환되었다.
2008년 3월 28일 제1, 2헬리콥터중대를 해체하고 제1수송헬리콥터단을 신설하는 한편, 천황가, 내각총리대신 등의 주요 인사들의 이동을 위해 특별수송비행대를 해체하고, EC-225LP를 운용하는 특별수송헬리콥터대를 신설하였다.
2016년 2월 15일, 연락정찰대가 LR-1에서 LR-2로 운용기종을 전환하였다.
2018년 3월 27일, 중앙즉응집단가 해체되어 새로 창설된 육상총대로 전속하였다.
2020년 3월 26일, 기사라즈 주둔지에서 V-22 오스프리 2개 항공대와 다카유바라 주둔지 CH-47 치누크 1개 항공대를 통제하는 수송항공대가 기사라즈 주둔지에서 창설되었다.

## 예하 부대
- 단 본부
- 본부관리중대
- 제1수송헬리콥터군
  - 제103비행대 (CH-47J/JA)
  - 제104비행대 (CH-47J/JA)
  - 제105비행대 (CH-47J/JA)
  - 제106비행대 (CH-47J/JA)
- 수송항공대
  - 제107비행대 (V-22 오스프리)
  - 제108비행대 (V-22 오스프리)
  - 제109비행대 (CH-47 치누크)
- 제102비행대 (UH-60JA)
- 제1헬리콥터야전정비대
- 연락정찰비행대 (LR-2)
- 특별수송헬리콥터대 (EC-225LP)

## 계보
- 1959년 3월 20일, 第1ヘリコプター隊
→제1헬리콥터대
- 1968년 3월 1일, 第1ヘリコプター団
→제1헬리콥터단

## 참고
1. ↑  “防衛省発令人事（令和2年3月26日付、一佐職人事）” (PDF) (일본어). 防衛省. 2020년 3월 26일. 2020년 3월 26일에 확인함.
2. ↑  防衛省 (2020년 3월 18일). “輸送航空隊の新編について” (PDF) (일본어). 木更津市. 2020년 3월 24일에 원본 문서 (PDF)에서 보존된 문서. 2020년 4월 6일에 확인함.
3. ↑  “陸自・木更津駐屯地、オスプレイ部隊編成”. 《千葉日報》 (일본어). 2020년 3월 24일. 2020년 4월 6일에 확인함.